# Magdalenefjord
Der Magdalenefjord (norwegisch Magdalenefjorden) ist ein Fjord in Albert-I-Land im äußersten Nordwesten der Insel Spitzbergen. Wegen seiner landschaftlichen Schönheit und in den Sommermonaten guten Erreichbarkeit ist er ein beliebtes Ziel von Kreuzfahrten und touristischen Expeditionsreisen.

## Geographie
Der Magdalenefjord ist acht Kilometer lang und bis zu fünf Kilometer breit. Er trennt die Halbinseln Hoelhalvøya im Süden und Reuschhalvøya im Norden. Mit den Donkenholmane besitzt er einige kleine Inseln. In den Magdalenefjord münden mehrere Gletscher. Der größte ist der sieben Kilometer lange Waggonwaybreen mit einer hohen Abbruchkante am Fjordende.

## Geschichte
Der Magdalenefjord wurde erstmals am 25. Juni 1596 von Willem Barents erreicht. Barents ging hier an Land und nahm Spitzbergen formal für die Niederlande in Besitz. Nach zwei gefundenen Walrosszähnen benannte er den Fjord Tandenbaai (deutsch Zahnbucht), aber schon auf den Karten des frühen 17. Jahrhunderts findet man den heutigen Namen in verschiedenen Abwandlungen.
Am südlichen Ufer, bei Gravneset (deutsch auch Gräberhalbinsel), befand sich am Anfang des 17. Jahrhunderts die englische Walfangstation Trinity Harbour, die aber bereits 1623 aufgegeben wurde. Reste von vier Trankesseln sind heute noch vorhanden. Die Walfänger nutzten den Ort vom frühen 17. bis späten 18. Jahrhundert auch als Friedhof. Mit etwa 130 Gräbern gehört Gravneset zu den größten historischen Bestattungsorten Svalbards.
1973 wurde der Magdalenefjord Teil des Nordvest-Spitsbergen-Nationalparks.

## Tourismus
Der Magdalenefjord wird im Sommer von zahlreichen Kreuzfahrtschiffen angelaufen. Die Landgänge der Passagiere haben auf Gravneset bereits deutliche Schäden an der empfindlichen Vegetation angerichtet. 2006 besuchten den Fjord über 16.000 Touristen.